# Cantone di Cartagena
Il Cantone di Cartagena è stato un organismo nazionale che ha mantenuto la sua indipendenza dalla repubblica unitaria centralista spagnola per un periodo di sei mesi tra il 1873 e il 1874. Sorto a causa della forte avversione al sistema della Prima Repubblica e all'invio di giovani alle guerre coloniali che la Spagna stava combattendo nei suoi possedimenti d'oltremare come la guerra dei dieci anni a Cuba.
Il progetto di costituzione federale proposto dai federalisti proponeva un'idea di Spagna suddivisa in 17 stati, tra cui Cuba e Porto Rico. Mentre nelle Cortes era in discussione il progetto, il 12 luglio 1873 a Cartagena scoppiò l'insurrezione. I federalisti intransigenti presero la città e nominarono un "Consiglio di Salute Pubblica Riformista", sequestrarono il porto ed il suo arsenale, dove era ormeggiata la maggior parte della flotta spagnola, che aderì alla rivolta. Questo consiglio dichiarò che "reclama che si aderisca alla formazione del Cantone di Cartagena, con le autorità comunali e cantonali autonome". Nel mentre che avveniva la rivolta cantonale, il progetto di costituzione federalista venne respinto dai giudici e il presidente Francesc Pi i Margall dovette rassegnare le dimissioni, accusato di complicità nella rivolta, il 18 luglio 1873. Il Cantone di Cartagena, ben attrezzato di armi e navi, comincerà a coniare moneta propria, a resistere agli attacchi delle truppe governative ed anche a progettare piani di istruzione che comunque mai arriveranno a termine.
Il leader del Cantone di Cartagena fu il murciano Antoñete Gálvez di Torreagüera, entità locale minore della città di Murcia, militare progressista di umili origini che allora era un membro del Parlamento della provincia di Murcia.
Il Cantone disponeva di un proprio giornale chiamato "Il Cantone Murciano", come testimoniano le emeroteche.
Dopo sei mesi di assedio, mentre la Prima Repubblica aveva un governo provvisorio sotto il comando del generale Serrano, Cartagena, per mezzo del generale López Domínguez, cadde il 12 gennaio 1874. I ribelli che portarono alla rivoluzione furono condannati a morte o all'esilio, spesso in Algeria. La storia dell'assedio e la fine del cantone sono stati ricordati da Ramon J. Sender nel suo romanzo “Mr. Witt nel cantone” e da Benito Pérez Galdós nell'episodio “De Cartago a Sagunto”.
Durante il periodo dell'insurrezione le autorità cantonali organizzarono spedizioni via terra e via mare per diffondere altre rivoluzioni cantonali, ma poi la città fu occupata dopo un intenso assedio in cui fu devastata. Si stima che dopo i bombardamenti oltre il 70% degli edifici della città furono distrutti o ebbero gravi danni. Questo fatto storico portò alcuni partiti politici alla necessità di chiedere la creazione della provincia di Cartagena.